# Suchoręczek
Suchoręczek – wieś w Polsce położona w województwie kujawsko-pomorskim, w powiecie nakielskim, w gminie Kcynia.

## Podział administracyjny
W latach 1975–1998 miejscowość administracyjnie należała do województwa bydgoskiego.

## Demografia
Według Narodowego Spisu Powszechnego (III 2011 r.) liczyła 53 mieszkańców. Jest 41. co do wielkości miejscowością gminy Kcynia.
W Suchoręczku urodził się Pacyfik Bydłowski, polski kapłan, franciszkanin, prowincjał, definitor generalny zakonu.